# Werner Ignác
Werner Ignác (1901. március 30. – 1962) válogatott labdarúgó, jobbfedezet.

## Pályafutása

### Klubcsapatban
A III. kerületi TVE labdarúgója volt. Jó fizikumú, határozottan szerelő, jól fejelő labdarúgó volt, aki inkább a védekezésben tűnt ki.

### A válogatottban
1927-ben egy alkalommal szerepelt a magyar labdarúgó-válogatottban.

## Sikerei, díjai
- Magyar kupa
  - győztes: 1931

## Statisztika

### Mérkőzése a válogatottban
| Magyarország | Magyarország      | Magyarország              | Magyarország | Magyarország | Magyarország | Magyarország | Magyarország | Magyarország |
| #            | Dátum             | Helyszín                  | Hazai        | Eredmény     | Vendég       | Kiírás       | Gólok        | Esemény      |
| ------------ | ----------------- | ------------------------- | ------------ | ------------ | ------------ | ------------ | ------------ | ------------ |
| 1.           | 1927. április 10. | Budapest. Üllői úti pálya | Magyarország | 3 – 0        | Jugoszlávia  | barátságos   | -            |              |
|              | Összesen          |                           |              | 1            | mérkőzés     |              | 0            | gól          |